# Залуги
Залу́ги — пасажирський залізничний зупинний пункт Львівської дирекції Львівської залізниці на електрифікованій лінії Тернопіль — Львів між станціями Задвір'я (10,5 км) та Борщовичі (3 км). Розташований в селі Борщовичі Львівського району Львівської області.

## Пасажирське сполучення
На платформі Залуги зупиняються  приміські поїзди до станцій Львів, Здолбунів, Рівне, Золочів та Тернопіль.